# Marius Niculae
Marius Constantin Niculae (født 16. maj 1981 i Bukarest, Rumænien) er en rumænsk tidligere fodboldspiller, der spillede som angriber. Gennem karrieren spillede han blandt andet for Dinamo Bukarest i hjemlandet, Sporting Lissabon i Portugal, Standard Liège i Belgien, Mainz 05 i Tyskland og Inverness i Skotland.
Niculae har været med til at vinde både mesterskaber og pokaltitler for såvel Dinamo Bukarest som Sporting Lissabon. Hos Sporting var han også med til at nå finalen i UEFA Cuppen i 2005. I 2001 blev han topscorer i den rumænske liga.

## Landshold
Niculae nåede i sin tid som landsholdsspiller at spille 43 kampe og score 15 mål for Rumæniens landshold. Han debuterede for holdet den 2. februar 2000 i en venskabskamp mod Letland, og var med i landets trup til EM i 2008.

## Titler
Rumænsk Liga
- 2000 med Dinamo Bukarest

Rumænsk Pokalturnering
- 2000 og 2001 med Dinamo Bukarest

Portugisisk Liga
- 2002 med Sporting Lissabon

Portugisisk Pokalturnering
- 2002 med Sporting Lissabon

Portugisisk Super Cup
- 2002 med Sporting Lissabon